# Enicmus cordatus
Enicmus cordatus is een keversoort uit de familie schimmelkevers (Latridiidae). De wetenschappelijke naam van de soort werd in 1895 gepubliceerd door Marie Joseph Paul Belon.